# Val-de-Marne
Val-de-Marne là một bộ phận của Pháp, tỉnh là Créteil, thuộc vùng hành chính Île-de-France, tiểu quận là L'Haÿ-les-Roses và Nogent-sur-Marne.